# Jeff Cohen
Jeffrey Cohen Bertan, nome profissional de Jeffrey Bertan McMahon (Los Angeles, 25 de junho de 1974), é um advogado, empresário e ator americano. Em sua juventude atuou como Chunk no filme Os Goonies (1985).

## Carreira
Seu nome de batismo é Jeffrey Bertan McMahon, nasceu em Los Angeles, Califórnia e criou seu nome artístico a partir do nome de solteira de sua mãe, Elaine Cohen.
Fez parte de um programa de TV chamado Brincadeira de criança na CBS entre 1982-1983, descrevendo palavras aos demais participantes e durante o verão de 1985, apareceu como uma celebridade em outro programa de TV chamado Linguagem Corporal.
Frequentou a Universidade da Califórnia em Berkeley e obteve o bacharelado em Administração de Empresas pela Haas School of Business, em 1996. Na UCLA School of Law, formou-se em advocacia e em 2002, fundou a empresa Cohen & Gardner, em Beverly Hills.